# I Hate My Teenage Daughter
I Hate My Teenage Daughter (Filha Adolescente, Mãe Desesperada) é uma sitcom americana que estreou na Fox em 30 de novembro de 2011. A série é estrelada por Jaime Pressly e Katie Finneran. 
Em 10 de maio de 2012, a Fox cancelou a série. e em outubro de 2012, o SBT exibiu o seriado no Tele Seriados, com o título de Filha Adolescente, Mãe Desesperada.